# Syrphophagus vicinus
Syrphophagus vicinus är en stekelart som först beskrevs av Trjapitzin 1978.  Syrphophagus vicinus ingår i släktet Syrphophagus och familjen sköldlussteklar. Inga underarter finns listade i Catalogue of Life.